# 2月17日
2月17日（にがつじゅうしちにち）は、グレゴリオ暦で年始から48日目にあたり、年末まであと317日（閏年では318日）ある。

## できごと
- 1600年 - ジョルダーノ・ブルーノが火刑に処せられる。
- 1801年 - 1800年アメリカ合衆国大統領選挙: 下院の臨時選挙でトマス・ジェファーソンを第3代アメリカ合衆国大統領とすることが確定。
- 1861年 - インドネシア、スマトラ島沖でマグニチュード8.6の大地震。
- 1869年 - メンデレーエフが周期律を発見。
- 1872年 - ゴンブルサ事件（英語版）。フィリピンで、労働者による暴動の煽動者として3人のフィリピン人神父を処刑。
- 1880年（ユリウス暦2月5日） - 冬宮食堂爆破事件。ロシア皇帝アレクサンドル2世が暗殺未遂。
- 1904年 - プッチーニの歌劇『蝶々夫人』がミラノ・スカラ座で初演[1]。
- 1906年 - 島村抱月・坪内逍遙らが中心となり文藝協会を結成
- 1913年 - ニューヨークで美術展「アーモリーショー」が開催。
- 1933年 - 32ページ、10セントの価格でアメリカの週刊誌『News-Week』が創刊[2]。『Newsweek』の前身。
- 1937年 - 死のう団事件: 日蓮宗の殉教的宗徒「日蓮会殉教衆青年党」（死のう団）の5人が皇居・国会議事堂前などで切腹を図る。
- 1943年 - 岐阜城跡地に建造されていた模擬天守が失火により焼失。展示されていた織田信長の遺髪などの資料も焼失[3]。
- 1944年 - 第二次世界大戦・ギルバート・マーシャル諸島の戦い: エニウェトクの戦い。
- 1944年 - 第二次世界大戦・ギルバート・マーシャル諸島の戦い: トラック島空襲。
- 1946年 - 新円切替: 「金融緊急措置令」を公布施行。旧円紙幣の通用を停止、預金持出しを制限。
- 1955年 - 聖母の園養老院火災: 横浜市の聖母の園養老院が漏電で全焼。98人焼死。
- 1959年 - アメリカで雲の量を測定できる初の気象衛星「バンガード2号（英語版）」が打上げられる[4]。
- 1961年 - コンゴのパトリス・ルムンバ前首相が反対派により暗殺される。
- 1965年 - アメリカの月探査機「レインジャー8号」打上げ[5]。
- 1967年 - 佐藤栄作が第62代内閣総理大臣に任命され、第2次佐藤内閣が成立。全閣僚が再任。
- 1968年 - マサチューセッツ州スプリングフィールドにバスケットボール殿堂が開設。
- 1971年 - 真岡銃砲店襲撃事件。
- 1972年 - フォルクスワーゲン・タイプ1（ビートル）の累計生産台数がフォード・モデルTの世界記録を塗り替える。
- 1972年 - 群馬県妙義山中で連合赤軍幹部の森恒夫と永田洋子を逮捕。
- 1977年 - 沖縄県の久米島にある測候所で、みぞれを観測。沖縄における観測史上最初の降雪の記録[6]。
- 1978年 - 天使の囁き記念日: 北海道幌加内町母子里の北海道大学演習林で日本の非公式の最低気温氷点下41.2℃を記録[7]。
- 1979年 - 中越戦争が勃発。カンボジアをめぐる対立から、中国人民解放軍がベトナム北東部に侵攻。
- 1980年 - 東大宇宙航空研が試験衛星「たんせい4号」を打上げ[8]。
- 2002年 - 横浜ドリームランドが閉園。
- 2003年 - ロンドンで渋滞緩和を目的としてコンジェスチョン・チャージを導入。
- 2004年 - 四日市ジャスコ誤認逮捕死亡事件発生。
- 2005年 - 中部国際空港（愛称：セントレア）が愛知県常滑市沖に開港。
- 2008年 - セルビア共和国コソボ自治州がコソボ共和国として、独立を宣言[9]。
- 2018年 - 平昌オリンピック: フィギュアスケート男子シングルで羽生結弦が、ディック・バトン以来66年ぶりに2大会連続で金メダルを獲得[10]。日本人男子では初の連覇を達成。第1回冬季五輪開催後、通算1000個目の金メダルとなった[11]。銀メダルの宇野昌磨とともに表彰台を飾った。
- 2018年 - 第11回朝日杯将棋オープン戦で藤井聡太が優勝。棋戦最年少優勝記録を更新するとともに、最年少の六段昇格となった[12]。
- 2019年 - 東京競馬場で行われた第36回フェブラリーステークスで藤田菜七子騎手が、JRA女性騎手として初めてG1レースに騎乗。単勝4番人気のコパノキッキングに騎乗し、5着に入線した。
- 2024年 - 宇宙航空研究開発機構（JAXA）が、新型のＨ3ロケット2号機を打ち上げ、軌道投入に成功した。
- 2024年 - 岩手県奥州市の黒石寺で、千年続く奇祭「黒石寺蘇民祭」が開かれる。関係者の高齢化や担い手不足を理由に今年で最後の開催となった[13]。
- 2025年 - カナダ、トロントのピアソン国際空港でデルタ航空の子会社のエンデヴァー・エアが運航していたボンバルディアCRJ900型機が着陸時に横転して上下逆さまになる事故が発生。18人が負傷。

## 誕生日

### 人物
- 1653年 - アルカンジェロ・コレッリ、作曲家（+ 1713年）
- 1680年（延宝8年1月17日） - 徳川頼職、第4代和歌山藩主、徳川吉宗の兄（+ 1705年）
- 1718年（文政7年1月18日） - 森川俊令、第6代生実藩主（+ 1787年）
- 1723年 - トビアス・マイヤー、天文学者、物理学者、数学者（+ 1762年）
- 1740年 - オラス＝ベネディクト・ド・ソシュール、科学者（+ 1799年）
- 1743年（寛保3年1月23日） - 松平頼真、第6代高松藩主（+ 1780年）
- 1752年 - フリードリヒ・マクシミリアン・クリンガー、作家（+ 1835年）
- 1752年（宝暦2年1月3日） - 森忠興、第6代赤穂藩主（+ 1784年）
- 1754年 - ニコラ・ボーダン、探検家（+ 1803年）
- 1796年 - フィリップ・フランツ・フォン・シーボルト、医師（+ 1866年）
- 1799年（寛政11年1月13日） - 堀田正愛、第4代佐倉藩主（+ 1825年）
- 1801年（寛政13年1月5日） - 織田長恭、第10代芝村藩主（+ 1879年）
- 1820年 - アンリ・ヴュータン、ヴァイオリニスト、作曲家（+ 1881年）
- 1824年（文政7年1月18日） - 牧野貞勝、第6代笠間藩主（+ 1841年）
- 1836年 - グスタボ・アドルフォ・ベッケル 詩人、作家（+ 1870年）
- 1837年 - ピエール・オーギュスト・コット、画家（+ 1883年）
- 1838年 - フリードリヒ・バイルシュタイン、化学者（+ 1906年）
- 1847年 - パウル・ゲオルク・フォン・メレンドルフ、言語学者、外交官（+ 1901年）
- 1861年 - スタンプ・ウィードマン、元プロ野球選手（+ 1905年）
- 1862年（文久2年1月19日） - 森鷗外、小説家（+ 1922年）
- 1863年 - フョードル・ソログープ、詩人、小説家（+ 1927年）
- 1865年 - エルンスト・トレルチ、神学者、宗教哲学者（+ 1923年）
- 1874年 - トーマス・J・ワトソン、経営者（+ 1956年）
- 1877年 - アンドレ・マジノ、軍人、政治家（+ 1932年）
- 1882年 - 前田米蔵、政治家（+ 1954年）
- 1888年 - オットー・シュテルン、物理学者（+ 1969年）
- 1888年 - ロナルド・ノックス、聖職者、推理作家（+ 1957年）
- 1890年 - ロナルド・フィッシャー、遺伝学者、統計学者（+ 1962年）
- 1893年 - ウォーリー・ピップ、元プロ野球選手（+ 1965年）
- 1899年 - 小林中、実業家（+ 1980年）
- 1901年 - 梶井基次郎、小説家（+ 1932年）
- 1902年 - 白洲次郎、実業家（+ 1985年）
- 1902年 - 中村鴈治郎 (2代目)、歌舞伎俳優（+ 1983年）
- 1903年 - 和田博雄、政治家（+ 1967年）
- 1904年 - ハンス・モーゲンソウ、国際政治学者（+ 1980年）
- 1904年 - 伊丹安広、野球選手（+ 1977年）
- 1907年 - 志村立美、画家（+ 1980年）
- 1907年 - 小林宏治、実業家（+ 1996年）
- 1909年 - 柴田治三郎、文学者、東北大学名誉教授（+ 1998年）
- 1912年 - アンドレ・ノートン、SF作家（+ 2005年）
- 1913年 - ルネ・レイボヴィッツ、作曲家、指揮者（+ 1972年）
- 1916年 - 杉兵助、コメディアン （+ 1996年）
- 1918年 - 黒江保彦、大日本帝国陸軍少佐、航空自衛隊空将補（+ 1965年）
- 1919年 - キャスリーン・フリーマン、女優（+ 2001年）
- 1923年 - 福田純、映画監督（+ 2000年）
- 1923年 - 黄長燁、思想家、政治家（+ 2010年）
- 1924年 - 岡本喜八、映画監督（+ 2005年）
- 1924年 - マーガレット・トルーマン、歌手、作家（+ 2008年）
- 1926年 - 青木光一、歌手
- 1927年 - 三輪史朗、医学者、東京大学名誉教授（+ 2006年）
- 1928年 - 高橋理明、医学者、ウイルス学者 (+ 2013年)
- 1929年 - アレハンドロ・ホドロフスキー、映画監督
- 1930年 - ルース・レンデル、推理作家（+ 2015年）
- 1930年 - 平山智、元プロ野球選手（+ 2021年）
- 1931年 - 井阪健一、実業家（+ 2024年）
- 1933年 - ラリー・ジェニングス、マジシャン（+ 1997年）
- 1934年 - ウィリー・カークランド、元プロ野球選手
- 1934年 - アラン・ベイツ、俳優（+ 2003年）
- 1934年 - アンナー・ビルスマ、チェリスト（+ 2019年）
- 1935年 - 本田大三郎、カヌー選手、ハンドボール選手
- 1936年 - ジム・ブラウン、アメリカンフットボール選手、俳優（+ 2023年）
- 1937年 - 伊藤俊也、映画監督、脚本家
- 1938年 - 徳田虎雄、徳洲会理事長、政治家（+ 2024年）
- 1938年 - 三輪嘉六、考古学者
- 1939年 - 二階俊博、政治家
- 1939年 - 長内美那子、女優
- 1942年 - 坂口征二、プロレスラー
- 1943年 - 伊藤幸男、元プロ野球選手
- 1944年 - 竹脇無我、俳優（+ 2011年）
- 1944年 - カール・ジェンキンス、サクソフォーン奏者、作曲家
- 1944年 - 斎藤勝博、元プロ野球選手（+ 2011年）
- 1945年 - 箱崎晋一朗、歌手（+ 1988年）
- 1946年 - マルセル・ムルンバ・チディンバ、外交官
- 1948年 - 藤原伊織、小説家（+ 2007年）
- 1949年 - 太田述正、評論家
- 1949年 - 田島令子、女優、声優
- 1949年 - 加藤唯史、漫画家（+ 2017年）
- 1952年 - りりィ、シンガーソングライター、女優（+ 2016年）
- 1953年 - 乙川優三郎、小説家
- 1953年 - 宮本邦彦、警察官（+ 2007年）
- 1954年 - 高田裕司、アマチュアレスリング選手
- 1954年 - レネ・ルッソ、女優
- 1955年 - 菅田俊、俳優
- 1955年 - 吉澤一彦、アナウンサー
- 1955年 - 羅本新二、元プロ野球選手
- 1955年 - 莫言、作家
- 1957年 - 須長三郎、元野球選手、高校野球指導者
- 1957年 - ロリーナ・マッケニット、シンガーソングライター
- 1959年 - 有村かおり、アナウンサー、キャスター
- 1961年 - オリヴィエ・シャルリエ、ヴァイオリニスト
- 1961年 - 服部真湖、タレント
- 1962年 - 嶋田宗彦、元プロ野球選手
- 1962年 - 長島昭久、政治家
- 1962年 - ルー・ダイアモンド・フィリップス、俳優
- 1962年 - ヘニー・マイヤー、サッカー選手
- 1963年 - マイケル・ジョーダン、バスケットボール選手
- 1964年 - 牧野隆志、 作曲家（東京プリン）（+ 2014年）
- 1964年 - マイク・キャンベル、元プロ野球選手
- 1965年 - 吹越満、俳優
- 1965年 - マイケル・ベイ、映画監督
- 1967年 - 岸谷香、歌手（元PRINCESS PRINCESS）
- 1968年 - 舞の海秀平、元大相撲力士、タレント
- 1968年 - ジュゼッペ・シニョーリ、元サッカー選手
- 1969年 - ダビド・ドゥイエ、柔道選手
- 1970年 - 沙村広明、漫画家
- 1971年 - デニス・リチャーズ、女優
- 1972年 - ビリー・ジョー・アームストロング、ミュージシャン（グリーン・デイ）
- 1972年 - YUKI、歌手（元JUDY AND MARY）
- 1972年 - フィリップ・キャンデロロ、フィギュアスケート選手
- 1973年 - 堀口綾子、アイドル（+ 1995年）
- 1974年 - 綾峰欄人、漫画家
- 1974年 - 薫、ミュージシャン（Dir en grey）
- 1974年 - エドウィン・マートン、作曲家、ヴァイオリニスト
- 1974年 - 山下康介、作曲家
- 1975年 - 吉瀬美智子、女優、モデル
- 1976年 - 大原がおり、タレント
- 1976年 - ロマン・スコルニアコフ、フィギュアスケート選手
- 1976年 - コーディ・ランサム、元プロ野球選手
- 1977年 - 鈴木千尋[14]、声優
- 1978年 - 佐藤満春、お笑い芸人（どきどきキャンプ）
- 1979年 - ジョシュ・ウィリンガム、元プロ野球選手
- 1979年 - カーラ・ブラック、テニス選手
- 1979年 - 加藤祐子、気象予報士
- 1980年 - 遠藤綾、声優
- 1981年 - パリス・ヒルトン、ファッションモデル
- 1981年 - Nobu、プロダブルダッチプレイヤー（CAPLIORE）
- 1981年 - ジョセフ・ゴードン＝レヴィット、俳優
- 1982年 - 川崎雄介、元プロ野球選手
- 1982年 - ユニエスキ・グリエル、野球選手
- 1982年 - アドリアーノ・レイテ・リベイロ、サッカー選手
- 1983年 - 片岡保幸、元プロ野球選手
- 1983年 - 松井雄飛、歌手
- 1983年 - ルイス・スコット＝ヴァーガス（英語版）、プロMTGプレイヤー
- 1984年 - 鎌苅健太、声優、俳優
- 1984年 - 内藤のび太、総合格闘家
- 1985年 - 佐藤寛子、女優、タレント
- 1985年 - 上原やよい、元レースクイーン、元グラビアアイドル
- 1987年 - 高田ありさ、バレーボール選手
- 1987年 - 神山まりあ、ファッションモデル
- 1987年 - 堀井拓馬、小説家
- 1987年 - マッテオ・ザンニ、フィギュアスケート選手
- 1987年 - ダニー・ファーカー、元プロ野球選手
- 1988年 - 小野恵美、アナウンサー
- 1989年 - レベッカ・アドリントン、水泳選手
- 1989年 - パオリノ・アンブロッシモ、プロ野球選手
- 1990年 - ヤコブ・スラデック、プロ野球選手
- 1990年 - 吉田豊、サッカー選手
- 1990年 - 三井麻琴、グラビアアイドル
- 1990年 - 塚本明里、モデル、ローカルタレント
- 1991年 - 日向千歩、女優
- 1991年 - 北薗新光、柔道家
- 1991年 - 上村智宏、俳優
- 1991年 - エド・シーラン、シンガーソングライター
- 1991年 - ボニー・ライト、女優、映画監督
- 1992年 - ローレン・コウ、フィギュアスケート選手
- 1993年 - 平埜生成、俳優
- 1993年 - 齋藤綾、声優
- 1993年 - マルク・マルケス、オートバイレーサー
- 1993年 - ニコラ・レアーリ、サッカー選手
- 1993年 - 西池和人、元陸上選手
- 1994年 - 鈴木紫帆里、元アイドル（元AKB48）
- 1994年 - 穂積絵莉、テニス選手
- 1995年 - 小市眞琴、声優
- 1996年 - 三室侑[15]、モデル
- 1996年 - 東由樹、タレント（元NMB48）
- 1997年 - 斎藤ちはる、アナウンサー、元アイドル（元乃木坂46）
- 1997年 - 浅野雄也、サッカー選手
- 1997年 - 具昌模、プロ野球選手
- 1997年 - あめみやたいよう、プロゲーマー
- 1998年 - 田中陽子、バスケットボール選手
- 1998年 - 山本武白志、元プロ野球選手
- 1999年 - 三塚龍哉、サッカー選手
- 2000年 - 梶田冬磨、俳優（+ 2022年）
- 2003年 - 中嶋優月、アイドル (櫻坂46)
- 2004年 - 安斉星来、ファッションモデル、女優
- 2005年 - 井上和、アイドル（乃木坂46）
- 2006年 - 中島セナ、ファッションモデル
- 2007年 - 堰沢結衣、女優
- 生年不詳 - 天川みるく[16]、声優
- 生年不詳 - 山下莉桜菜、声優
- 生年不詳 - 中園勇樹、歌手（Qyoto）

### 人物以外（動物など）
- 1975年 - オウンオピニオン、競走馬
- 1992年 - カーリング、競走馬
- 1997年 - エイシンダンカーク、競走馬
- 1997年 - オブザーヴァトリー、競走馬
- 1998年 - ヴァオリミクス、競走馬
- 1999年 - キーンランドスワン、競走馬
- 2002年 - エイシンボストン、競走馬
- 2002年 - キングストレイル、競走馬

## 忌日

### 人物
- 364年 - ヨウィアヌス、ローマ皇帝（* 331年）
- 440年 - メスロプ・マシュトツ、アルメニア文字考案者、アルメニア使徒教会の聖人（* 360年）
- 1600年 - ジョルダーノ・ブルーノ、哲学者、天文学者（* 1548年）
- 1673年 - モリエール、劇作家（* 1622年）
- 1732年 - ルイ・マルシャン、作曲家（* 1669年）
- 1827年 - ヨハン・ハインリヒ・ペスタロッチ、教育家（* 1746年）
- 1850年（嘉永3年1月6日） - 佐藤信淵、経世家（* 1769年）
- 1856年 - ハインリヒ・ハイネ、詩人（* 1797年）
- 1874年 - アドルフ・ケトレー、数学者、統計学者（* 1796年）
- 1875年 - 内田九一、写真家（* 1844年）
- 1890年 - クリストファー・レイサム・ショールズ、新聞編集者、QWERTY配列考案者（* 1819年）
- 1909年 - ジェロニモ、アパッチ族酋長（* 1829年）
- 1928年 - 大槻文彦、国語学者（* 1847年）
- 1934年 - ジークベルト・タラッシュ、チェスプレーヤー（* 1862年）
- 1934年 - アルベール1世、ベルギー王（* 1875年）
- 1939年 - ヴィリー・ヘス、ヴァイオリニスト（* 1859年）
- 1943年 - 平賀譲、日本海軍の技術中将、東京帝国大学総長（* 1878年）
- 1955年 - 坂口安吾[17]、小説家（* 1906年）
- 1961年 - ニタ・ナルディ、女優（* 1897年）
- 1962年 - ブルーノ・ワルター、指揮者（* 1876年）
- 1966年 - アルフレッド・スローン、実業家（* 1875年）
- 1966年 - ハンス・ホフマン、画家、教育者（* 1880年）
- 1970年 - シュムエル・アグノン、作家（* 1888年）
- 1970年 - アルフレッド・ニューマン、映画音楽作曲家（* 1900年）
- 1972年 - 平林たい子、小説家（* 1905年）
- 1974年 - 山本粂吉、政治家（* 1893年）
- 1978年 - ガブリエル・ターヴィル＝ピーター、文学・歴史研究者（* 1908年）
- 1981年 - デイヴィッド・ガーネット、小説家（* 1892年）
- 1982年 - リー・ストラスバーグ、俳優（* 1901年）
- 1982年 - セロニアス・モンク、ジャズピアニスト（* 1917年）
- 1982年 - ネスター・チャイラク、メジャーリーグの審判員（* 1922年）
- 1986年 - ジッドゥ・クリシュナムルティ、宗教的哲人、教育者（* 1895年）
- 1986年 - レッド・ラフィング、元プロ野球選手（* 1905年）
- 1989年 - レフティ・ゴメス、元プロ野球選手（* 1908年）
- 1993年 - 横田喜三郎、最高裁判所長官、法学者（* 1896年）
- 1997年 - 大森荘蔵、哲学者（* 1921年）
- 1997年 - 市丸、昭和期の芸者歌手（* 1906年）
- 1998年 - エルンスト・ユンガー、作家、思想家（* 1895年）
- 2000年 - 三代目三輪善兵衛、実業家（* 1920年）
- 2004年 - 世良譲、ジャズピアニスト（* 1932年）
- 2005年 - 天野建、政治家、第5代山梨県知事（* 1928年）
- 2005年 - オマール・シボリ、サッカー選手（* 1935年）
- 2006年 - 茨木のり子、詩人（* 1926年）
- 2007年 - モーリス・パポン、フランスの対独協力者（* 1910年）
- 2007年 - マイク・アルフォンソ、プロレスラー（* 1965年）
- 2008年 - 平井龍、政治家（* 1926年）
- 2009年 - 今井壽惠、写真家（* 1931年）
- 2009年 - エディ・ハンドコ、チェス選手（* 1960年）
- 2010年 - 藤田まこと、俳優、コメディアン（* 1933年）
- 2010年 - 二代目市村吉五郎、歌舞伎役者（* 1917年)
- 2010年 - 永田正全、実業家、元阪急不動産会長（* 1912年)
- 2010年 - ヴィリアメ・タカヤワ、柔道家（* 1949年)
- 2011年 - 小幡欣治、劇作家、演出家（* 1928年）
- 2012年 - 奥中惇夫、映画監督（* 1930年）
- 2013年 - 岩田慶治、文化人類学者、国立民族学博物館名誉教授（* 1922年）
- 2013年 - 山川皓、実業家、元井村屋製菓社長（* 1937年）
- 2013年 - 池田東陽、アニメプロデューサー（* 1974年）
- 2013年 - リチャード・ブライアーズ、俳優（* 1934年）
- 2013年 - ミンディ・マクレディ、歌手（* 1975年）
- 2014年 - 下稲葉耕吉、警察官僚、政治家、第73代警視総監、第64代法務大臣（* 1926年）
- 2014年 - ボブ・キャセール、ギタリスト（ディーヴォ）（* 1952年）
- 2015年 - 横溝亮一、音楽評論家（* 1931年）
- 2015年 - 丸田祐三、将棋棋士（* 1919年）
- 2016年 - 裾分一弘、美術史家、 学習院大学名誉教授（* 1924年）
- 2016年 - アンジェイ・ズラウスキー、映画監督（* 1940年）
- 2017年 - 近藤健次、実業家、相互ブラッド・バンク（現ビー・エム・エル）創業者（* 1925年）
- 2017年 - 波多野裕造、ジャーナリスト、元外交官（* 1930年）
- 2017年 - ウォーレン・フロスト、俳優（* 1925年）
- 2017年 - セオドア・ローウィ、政治学者（* 1931年）
- 2017年- トム・リーガン、哲学者（* 1938年）
- 2017年 - ベリエ・ヘルストレム、作家（* 1957年）
- 2018年 - 新橋遊吉、小説家（* 1933年）
- 2018年 - えとう乱星、小説家（* 1949年）
- 2018年 - 宮良高弘、民俗学者、札幌大学名誉教授（* 1935年）
- 2019年 - 佐々木すみ江、女優（* 1928年）
- 2019年 - 立川雅美、銀行家、安田信託銀行（現・みずほ信託銀行）元社長（* 1931年）
- 2019年 - 小泉清子、実業家、着物研究家、鈴乃屋取締役名誉会長（* 1918年）
- 2020年 - 高市圭二、調教師、元騎手（* 1955年）
- 2020年 - ヘンリー・グレイ、ブルース歌手、ピアニスト（* 1925年）
- 2020年 - マリオ・ダ・グラサ・マシュンゴ、政治家、初代モザンビーク首相（* 1940年）
- 2020年 - ミッキー・ライト、元プロゴルファー（* 1935年）
- 2020年 - アンドリュー・ウェザオール、音楽プロデューサー、テクノミュージシャン（* 1963年）
- 2021年 - 瑳川哲朗、俳優、声優（* 1937年）
- 2021年 - 金丸哲也[18]、東映テレビ・プロダクションシニアプロデューサー（* 1965年）
- 2021年 - ラッシュ・リンボー、ラジオパーソナリティ（* 1951年）
- 2021年 - U・ロイ、レゲエDJ（* 1942年）
- 2021年 - ラファエレ・クートロ、イタリアのマフィア（* 1941年）
- 2022年 - ファウスト・チリアーノ、歌手、俳優（* 1937年）
- 2022年 - 松鶴家千とせ、漫談家、歌手、司会者（* 1938年）
- 2022年 - 白岩政寿、元大相撲力士、若者頭（* 1957年）
- 2022年 - デヴィッド・ブレナー、編集技師（* 1962年）
- 2023年 - ステラ・スティーヴンス、女優（* 1938年）
- 2023年 - 下村正彦、作曲家、神戸山手短期大学名誉教授（* 1944年）
- 2023年 - 大曽根寛、社会福祉学者、放送大学元特任教授（* 1950年）
- 2024年 - 志賀浩二、数学者、東京工業大学名誉教授（* 1930年）
- 2024年 - ヨハン・ガルトゥング、社会学者、数学者（* 1930年）
- 2025年 - ジーン・ハックマン、俳優（* 1930年）
- 2025年 - 一ノ瀬綾、作家（* 1932年）

### 人物以外（動物など）
- 2021年 - エイシンサニー、競走馬（* 1987年）

## 記念日・年中行事
- 独立記念日（ コソボ）
2008年のこの日、コソボがセルビアからの独立を一方的に宣言した。
- 天使のささやきの日（天使の囁き記念日）（ 日本）
1978年2月17日に北海道幌加内町母子里の北海道大学演習林で最低気温氷点下41.2℃を記録したことに由来し、同町の「天使の囁きを聴く会」が1994年に制定。天使の囁きとは、空気中の水蒸気が凍ってできるダイヤモンドダストのことである[19][20]。
- 千切り大根（切干大根）の日（ 日本）
広島県福山市の乾燥食品メーカー・こだま食品が制定。「千」の字を「二」と「1」に見立て、「切」の字の「七」を合わせて2月17日を千切り大根（切干大根）の日とした。
- 電子書籍の日（ 日本）
電子書籍事業を手掛けるトッパングループの株式会社BookLiveが制定。日付はBookLiveが電子書籍サービス「BookLive!」（現：ブックライブ）を開始した2011年2月17日から。
- ガチャの日（ 日本）
日本で初めてカプセル玩具の「ガチャ」を導入した「株式会社ペニイ」の創立記念日（1965年2月17日）に合わせ制定された。
- 八戸えんぶり（ 日本）
青森県八戸市で毎年2月17日から20日にかけて開催される伝統芸能。豊作を祈願し、田植えなどの様子が舞で表現される。1979年に重要無形文化財の指定を受けた青森冬の三大まつりの一つ[21][22]。
- 横手の雪まつり【梵天（ぼんでん）】（ 日本）
秋田県横手市で雪まつり『横手の梵天（ぼんでん）』が行なわれる。「梵天」とは、神霊が降臨するための標示物・依代としての大きな御幣形のもの。約300年の歴史があるといわれており、五穀豊穣、家内安全、商売繁盛など様々な願いを込めて、梵天が旭岡山神社に奉納される[23]。
- 久能山東照宮『春季大祭』（ 日本）
静岡県静岡市駿河区の久能山東照宮の例祭。久能山東照宮では、祭神徳川家康（東照大権現）の命日4月17日に御例祭（大祭）が行われ、それに準ずる春の大祭が2月17日に、秋の大祭が10月17日に行われる[24]。
- 祈年祭 ( 日本)
三重県伊勢市の伊勢神宮で行われる五穀豊穣を祈る祭礼。伊勢神宮五大祭のひとつで、「としごいのまつり」とも呼ばれる。農作物が豊作になるように、人々が飢えることなく平和で過ごせるようにと祈願される[25]。